# Ohne Schnitzel geht es nicht
Ohne Schnitzel geht es nicht ist eine deutsche Miniserie, die an die Schnitzel-Filmreihe anschließt und erstmals am 1. April 2019 im WDR ausgestrahlt wurde. Die Serie besteht aus 6 Episoden, die jeweils 45 Minuten lang sind. Die Hauptrollen spielen Armin Rohde und Ludger Pistor.

## Handlung

### Folge 1 – Schnitzel à la Hollywood
Die Langzeitarbeitslosen Günther und Wolfgang scheitern beim Versuch, der tausendste Kunde in einem Supermarkt zu werden, woraufhin Günther aus Versehen ein paar Batterien stiehlt und deshalb Strafarbeit bei der Müllabfuhr leisten muss, während Wolfgang einen Social Media Kurs belegt. Als Günther im Müll wertvolle Briefmarken entdeckt, werden die Besitzer, die Leiter der Büsching Brauerei benachrichtigt. Wolfgang schlägt vor, mit Günther Werbung zu machen. Währenddessen wird von den beiden ein Foto in ihrer Stamm-Schnitzelbude gemacht, auf dem Günther jedoch mit einer anderen Biermarke abgebildet ist. In der Folge wird die Kampagne abgeblasen.

### Folge 2 – Schnitzel à la Familia
Nachdem die beiden auch vom Paketdienst gekündigt werden, trennen sich ihre Wege und Wolfgang bekommt einen Zeitarbeitsjob in seiner alten Branche, der Herrenoberbekleidung in dem Startup Herrenherz. Günther löst indes mutmaßlich einen Brand in seiner Etage aus und zieht vorübergehend bei Wolfgang ein, was Wolfgangs Frau Karin nicht gut heißt (dabei erfahren Wolfgang und Karin, dass ihre Tochter Jessie einen Freund hat). Durch die Entdeckung eines Systemfehlers in der Gradierung der Kleidung erhofft sich Wolfgang die Beförderung zum Abteilungsleiter, sein Kollege Benny gibt es als seine Entdeckung aus, und wird vom Chef Matse befördert und lässt Wolfgang kündigen, was Wolfgang Karin verschweigt. Als Jessie am nächsten Tag ihren Freund mitbringt, stellt sich dieser als Benny heraus, der am nächsten Tag aus Schuldgefühlen kündigt und sein Abitur nachholen will. Wolfgang wird daraufhin wieder eingestellt und es stellt sich heraus, dass Wolfgangs Chef ebenfalls gefeuert wurde und die Stelle aufgrund der Frauenquote neu besetzt wird. Später erfährt Günther, dass möglicherweise die Nachbarin durch einen umgekippten Aschenbecher in einem Sofa den Brand auslöste.

### Folge 3 – Schnitzel Hausfrauenart
Günther will sich – aufgrund seines hohen Lohns und weil er sich wie Theo, der Besitzer der Schnitzelbude, ein E-Bike kaufen will – als Bastler betätigen. Da er jedoch kein Talent hat, wirbt er die Enkelinnen seiner Nachbarin und deren Freunde ab. Wolfgang soll als neuer Abteilungsleiter Mitarbeiter entlassen, entlässt jedoch nur seine Tochter Jessie, die er weiterhin aus eigener Tasche bezahlt, außerdem will Karin sich jetzt eine sündhaft teure Einzimmerwohnung kaufen und schließt einen Kaufvertrag ab. Da Wolfgang keine weiteren Mitarbeiter entlassen kann, wird er selber gekündigt. Nach der Frustration seiner Nachbarin entlässt Günther die Kinder und schenkt ihr das neue E-Bike. Währenddessen beichtet Wolfgang Karin, dass er gekündigt wurde, Karin freut sich jedoch, dass sie ihre Wohnung behalten. Es endet damit, dass Wolfgang und Günther Schnitzel essen.

### Folge 4 – Schnitzel Husarenart
Günther glaubt, dass er Hautkrebs habe und will einen Verwandten fragen, ob es Hautkrebs in der Familie gibt. Wolfgang findet über das Internet Günthers Tante, bei der Wolfgang und Günther einen Mann kennenlernen, der behauptet, dass Günthers Tante bei ihm Schulden habe. Am nächsten Morgen arbeiten Wolfgang und Günther die Schulden bei ihm ab, der sich als Trickbetrüger herausgestellt hat, indem sie Waren an alte Leute verkaufen, mit denen sie bald Mitleid bekommen. Darauf wird Wolfgang von einem Verwandten aus Argentinien benachrichtigt, der in Dortmund ein Autohaus bauen will. Als sie den Senioren neue Ware verkaufen sollen, beichten sie diesen alles und führen sie zum Trickbetrüger, wo diese ihr Geld zurückfordern. Als sich später herausstellt, dass Günthers Tante kaufsüchtig ist, helfen sie und Jessie ihnen den Kram zu verkaufen. Wolfgang wird daraufhin erneut von seinem Verwandten benachrichtigt, der ihn zum Geschäftsführer ernennen will und ihn um 1000 € Startkapital bittet. Nachdem Wolfgang es überweist, merkt Jessie, dass es ein Betrüger war und Wolfgang und Günther müssen Karin ein neues Bett kaufen.

### Folge 5 – Schnitzel de luxe
Nachdem Günther und Wolfgang erfahren, dass ihre Lieblingsschnitzelbude geschlossen werden soll, bitten sie darum, diese übernehmen zu dürfen. Ihnen wird angeboten, sie für 10.000 Euro zu kaufen. Durch einen fingierten Sturz Günthers durch das Treppengeländer von Millionär Rolf Sonne, bei dem sie als Hundesitter arbeiteten, wollen sie die benötigte Summe als Schmerzensgeld erhalten.

### Folge 6 – Schnitzel dell’arte
Rolf Sonne hat Günther 10.000 Euro Schmerzensgeld gezahlt, womit er zusammen mit Wolfgang die Schnitzelbude übernehmen könnte. Sie lernen jedoch den Handwerker Kosta kennen, der das Treppengeländer bei Sonne reparieren sollte und sich mitschuldig fühlt. Er befürchtet, keine Aufträge mehr zu erhalten. Günther und Wolfgang lassen ihm die 10.000 Euro, getarnt als Kreuzworträtselsiegesprämie, zukommen. Um erneut an 10.000 Euro zu kommen, machen Günther und Wolfgang sich Sonnes Leidenschaft für Kunst zu Nutze und verkaufen ihm eine von Wolfgang erstellte Skulptur als das Werk eines südamerikanischen Künstlers.

Bei den Folgen 5 und 6 handelt es sich um eine auch als Fernsehfilm „Schnitzel de luxe“ ausgestrahlte Doppelfolge.

## Produktion
Der ursprüngliche Filmtitel (Arbeitstitel) war Schnitzel XXL.
Die Filme wurden unter der WDR-Marke „Heimspiel – Serien für den Westen“, fiktionale Serien von Menschen und ihren Geschichten in Nordrhein-Westfalen, gedreht.
Dazu zählen auch die Fernsehserien Phoenixsee und Meuchelbeck.